# Prosoeca westermanni
Prosoeca westermanni är en tvåvingeart som först beskrevs av Christian Rudolph Wilhelm Wiedemann 1821.  Prosoeca westermanni ingår i släktet Prosoeca och familjen Nemestrinidae. Inga underarter finns listade i Catalogue of Life.